# Morski pas prasac
Morski pas prasac (prasac, lat. Oxynotus centrina), vrsta morskoga psa iz porodice Oxynotidae. Raširen je po istočnom Atlantiku, uključujući i Mediteran, a sve češće je i gost u Jadranu gdje je strogo zaštićen). 
Uobičajena mu je dužina 55 cm, a naraste maksimalno do 150 cm. Živi na dubinama preko 100 metara, gdje se hrani jajima morskih mačaka.